# بصری زفر الصغیر
بصری زفر الصغیر (به عربی: بصری زفر الصغیر) یک روستا در سوریه است که در ناحیه ابوالظهور واقع شده‌است. بصری زفر الصغیر ۳۸۶ نفر جمعیت دارد.